# Brug 2051
Brug 2051 is een vaste brug in Amsterdam-Oost, IJburg.
Ze is gelegen in de Larikslaan en voert vanaf het Rieteiland Oost over het IJmeer naar het Jan Beijerpad/Waterkeringspad en de Diemerzeedijk in het Diemerpark in de Diemer Buitendijksche polder. Ze vormt samen met brug 2011 en brug 2012 de directe verbinding van IJburg met genoemd park, maar hier alleen voor voetgangers, fietsers en paarden! Eigenaardig is daarom dat de gemeente Amsterdam de brug in 2016 verbood voor al te zwaar verkeer (zwaarder dan 30 ton) en dan nog met de mededeling dat de brug daar toch al niet voor bedoeld was.
De gemeente besteedde de ontwerpen voor bruggen op en naar IJburg destijds uit aan diverse architectenbureaus. Zij kregen elk de opdracht mee met een bruggenfamilie te komen. Architect Jan Benthem van Benthem Crouwel Architekten kwam met een serie bruggen, die bekend werd onder de naam Buitenwater. De bruggen 2004, 2011, 2012, 2014, 2030, 2037, 2048, 2051 en 2125 behoren tot die familie.
De brug, steunend op drie jukken/pijlers heeft een rijweg.

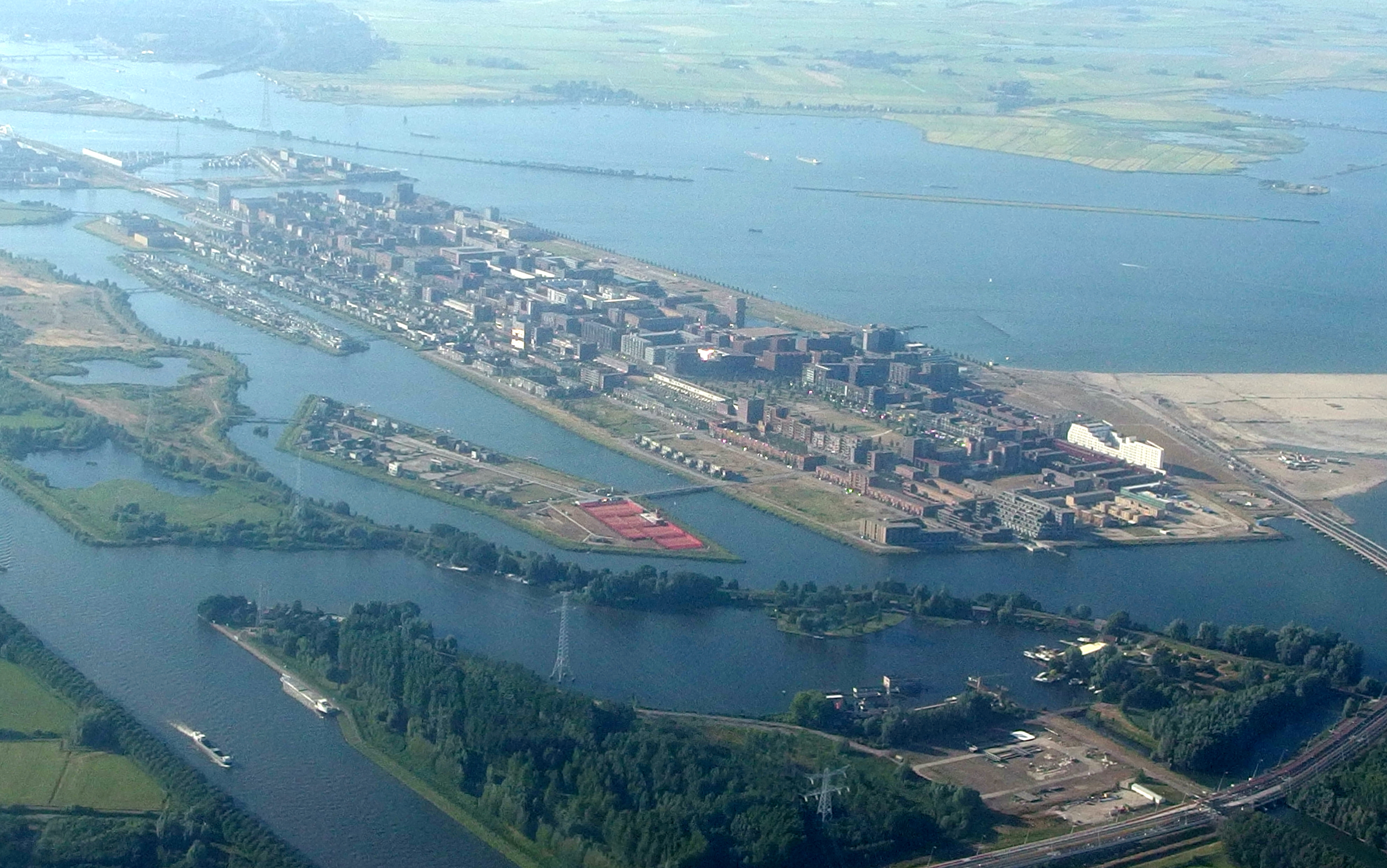
Brug 2051 ligt linksboven het eiland met de rode tennisvelden naar het "vasteland"

<<< · 2000 · 2001 · 2002 · 2003 · 2004 · 2005 · 2006 · 2007 · 2008 · 2009 · 2010 · 2011 · 2012 · 2013 · 2014 · 2015 · 2016 · 2017 · 2018 · 2019 · 2020 · 2021 · 2022 · 2023 · 2025 · 2026 · 2027 · 2028 · 2029 · 2030 · 2031 · 2032 · 2033 · 2034 · 2035 · 2036 · 2037 · 2038 · 2039 · 2040 · 2041 · 2042 · 2043 · 2044 · 2045 · 2046 · 2047 · 2048 · 2050 · 2051 · 2054 · 2060 · 2080 · 2085 · 2086 · 2087 · 2088 · 2089 · 2090 · 2091 · 2092 · 2093 · 2094 · 2095 · 2096 · 2097 · 2098 · 2099
De overige brugnummers waren in januari 2022 (nog) niet bekend; de Uyllanderbrug ligt officieel in Diemen, maar heeft de Amsterdamse nummering 2007.